# Antonio Staglianò
Antonio Staglianò (ur. 14 czerwca 1959 w Isola di Capo Rizzuto) – włoski duchowny rzymskokatolicki, doktor nauk teologicznych, biskup diecezjalny Noto w latach 2009–2022, przewodniczący Papieskiej Akademii Teologicznej od 2022.

## Życiorys
Święcenia kapłańskie otrzymał 20 października 1984 i został inkardynowany do diecezji Crotone. Pracował głównie jako duszpasterz parafialny, był także m.in. kapelanem dziewic konsekrowanych (1991-1998), wykładowcą Papieskiego Uniwersytetu Gregoriańskiego (1994-2002) oraz wikariuszem biskupim ds. kultury (2007-2009).
22 stycznia 2009 papież Benedykt XVI mianował go ordynariuszem diecezji Noto. Sakry biskupiej udzielił mu 19 marca 2009 w Crotone kardynał Camillo Ruini. Uroczyste objęcie urzędu miało miejsce 31 marca 2009. 6 sierpnia 2022 papież Franciszek mianował go przewodniczącym Papieskiej Akademii Teologicznej.